# Możne
Możne (deutsch Moosznen, 1936 bis 1938 Mooschnen, 1938 bis 1945 Moschnen) ist ein Dorf in der polnischen Woiwodschaft Ermland-Masuren, das zur Stadt-und-Land-Gemeinde Olecko (Marggrabowa, umgangssprachlich auch Oletzko, 1928 bis 1945 Treuburg) im Powiat Olecki (Kreis Oletzko, 1933 bis 1945 Kreis Treuburg) gehört.

## Geographische Lage
Możne liegt östlich des Groß Oletzkoer Sees (1928 bis 1945: Treuburger See, polnisch Jezioro Oleckie Wielkie) im Osten der Woiwodschaft Ermland-Masuren, zwei Kilometer östlich der Kreisstadt Olecko.

## Geschichte
Im Jahre 1564 wurde das Moßen und nach 1785 Mosznen, nach 1818 Mosznien, bis 1936 Moosznen und nach 1938 Moschnen genannte Dorf gegründet. 
In der Zeit von 1874 bis 1945 war es in den Amtsbezirk Krupinnen (polnisch Krupin) eingegliedert und gehörte zum Kreis Oletzko (1933 bis 1945: Kreis Treuburg) im Regierungsbezirk Gumbinnen der preußischen Provinz Ostpreußen. Im gleichen Zeitraum war das Dorf dem Standesamt Marggrabowa-Land zugeordnet.
Im Jahr 1910 verzeichnete Moosznen 299 Einwohner, 1933 waren es noch 286.
Aufgrund der Bestimmungen des Versailler Vertrags stimmte die Bevölkerung im Abstimmungsgebiet Allenstein, zu dem Moosznen gehörte, am 11. Juli 1920 über die weitere staatliche Zugehörigkeit zu Ostpreußen (und damit zu Deutschland) oder den Anschluss an Polen ab. In Moosznen stimmten 206 Einwohner für den Verbleib bei Ostpreußen, auf Polen entfiel keine Stimme.
Am 17. September 1936 erfolgte die Umbenennung Moosznens in „Mooschnen“, am 3. Juni 1938 in „Moschnen“. 
Die Einwohnerzahl belief sich im Jahr 1939 auf 269.
In Kriegsfolge kam das Dorf 1945 mit dem gesamten südlichen Ostpreußen zu Polen und wurde seither „Możne“ genannt. Heute ist es Sitz eines Schulzenamtes (polnisch sołectwo) und somit eine Ortschaft im Verbund der Stadt-und-Land-Gemeinde Olecko (Marggrabowa, 1928 bis 1945 Treuburg) im Powiat Olecki (Kreis Oletzko, 1933 bis 1945 Kreis Treuburg), bis 1998 der Woiwodschaft Suwałki, seitdem der Woiwodschaft Ermland-Masuren zugehörig.

## Religionen
Bis 1945 war Moosznen in die evangelische Kirche Marggrabowa in der Kirchenprovinz Ostpreußen der Kirche der Altpreußischen Union sowie in die katholische Pfarrkirche der Kreisstadt, damals im Bistum Ermland gelegen, eingepfarrt.
Heute gehören die katholischen Einwohner Możnens auch wieder zur Kirche in der Kreisstadt, die jetzt Olecko heißt und dem Bistum Ełk (deutsch Lyck) der Römisch-katholischen Kirche in Polen zugeordnet ist. Die evangelischen Kirchenglieder orientieren sich zu den Kirchen in Ełk bzw. Gołdap in der Diözese Masuren der Evangelisch-Augsburgischen Kirche in Polen.

## Verkehr
Możne liegt am Rande der Stadt Olecko und ist über eine Nebenstraße von Sedranki (Sedranken) und der Woiwodschaftsstraße DW 653 (von 1939 bis 1944 Teilstück der deutschen Reichsstraße 127) aus zu erreichen.
Eine Bahnanbindung besteht über den Bahnhof in Olecko an der Bahnstrecke Ełk–Tschernjachowsk (polnisch Lyck–Insterburg), die heute nicht mehr regelmäßig und nur im Güterverkehr zwischen Ełk und Olecko befahren wird.